# Бергер, Кристиан
Кристиан Бергер (нем. Christian Berger; 13 января 1945, Инсбрук) — австрийский кинооператор, режиссёр и продюсер.

## Биография
Снимал и продюсировал документальные фильмы на региональных телевизионных студиях Тироля и Форарльберга. Приобрел мировую известность работами в фильмах Михаэля Ханеке, с которым сотрудничает с 1992. Преподавал во Франции, Италии, Дании, на Кубе, в Бразилии. Профессор Венской киноакадемии.
Удостоен в 2014 году специального приза Ереванского кинофестиваля «Мастер».
Жена — шведско-французская актриса Марика Грин (род 1943), племянница — Ева Грин.

## Фильмография
- 1984: Raffl (Кристиан Бергер, премия Макса Офюльса)
- 1992: Видео Бенни (Михаэль Ханеке)
- 1994: 71 фрагмент хронологической случайности (Михаэль Ханеке)
- 1994: Mautplatz (Кристиан Бергер)
- 1995: Es war doch Liebe? (Вольфганг Глюк)
- 2001: Пианистка (Михаэль Ханеке, номинация на Золотую лягушку МКФ в Лодзи)
- 2004: Ne fais pas ça (Люк Бонди)
- 2005: Скрытое (Михаэль Ханеке, номинация на Европейскую кинопремию)
- 2007: Disengagement (Амос Гитай)
- 2010: Белая лента (Михаэль Ханеке; номинация на Оскар за выдающееся достижение в кинооператорском искусстве, номинация на Европейскую кинопремию, премия Американского общества кинооператоров, Германская кинопремия за выдающееся индивидуальное достижение, премия Национального общества кинокритиков США, премия Нью-Йоркского сообщества кинокритиков, премия Лос-Анджелесской ассоциации кинокритиков)
- 2011: Кровавая графиня (Ульрика Оттингер, в производстве)
- 2013: Толстая тетрадь (Янош Сас, по роману Аготы Кристоф)
- 2015: Лазурный берег (Анджелина Джоли)